# Ronsdorfer Talsperre
Die Ronsdorfer Talsperre (auch Saalbachtalsperre) ist eine Talsperre der ehemals selbständigen Stadt Ronsdorf, heute ein Stadtteil von Wuppertal. Sie ist ein beliebtes Naherholungsgebiet in Wuppertal an der Grenze zu Remscheid.

## Beschreibung und Geschichte
Am 24. März 1897 fasste die Stadtverordnetenversammlung unter Leitung des seinerzeit amtierenden Bürgermeisters August Staas der damals selbständigen Stadt Ronsdorf den Beschluss, zur Trinkwasserversorgung der Stadt eine Talsperre im Saalbachtal zu errichten.

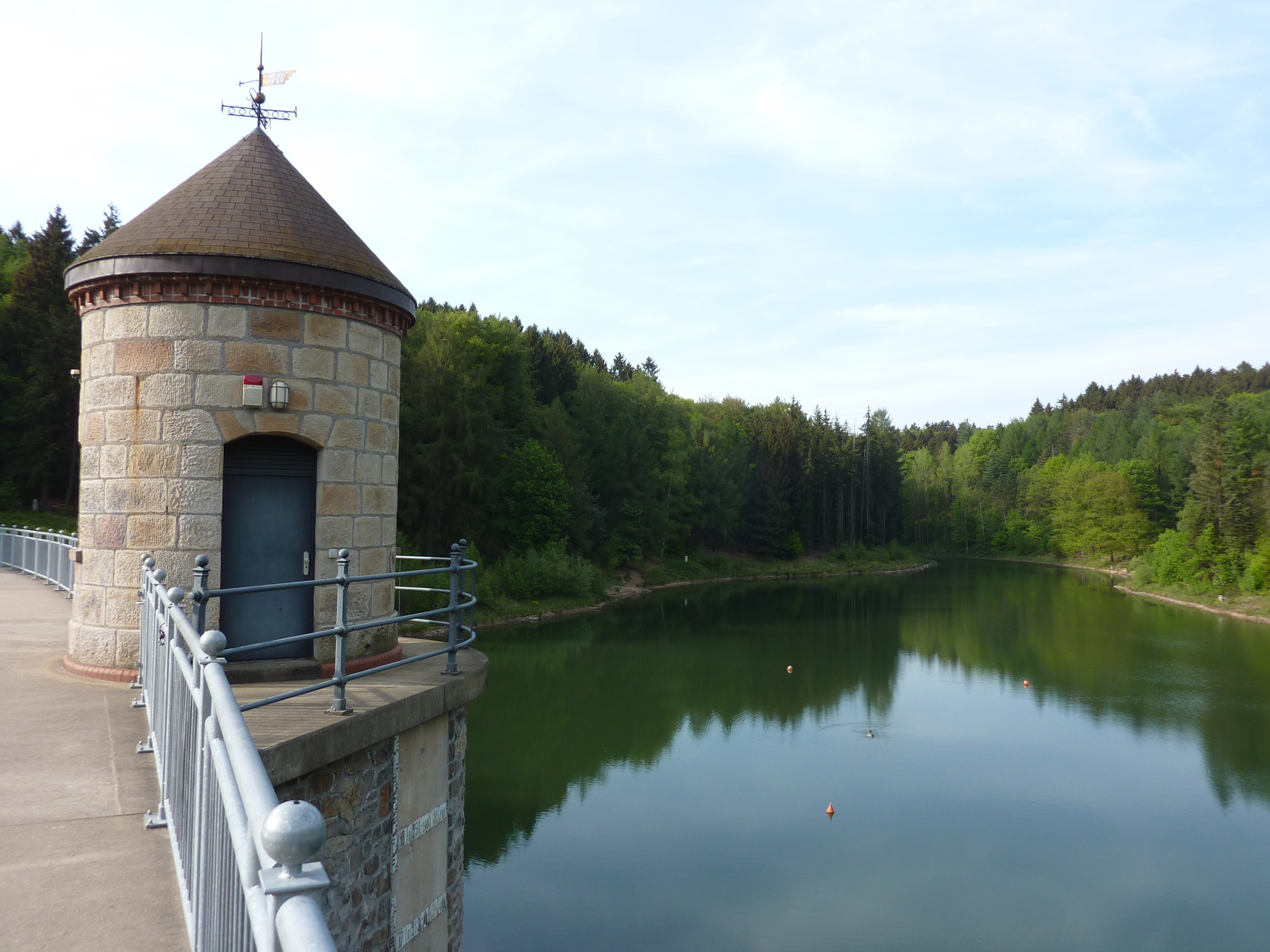
Schieberschachtturm auf der Staumauer

Beauftragt wurde der Aachener Professor Otto Intze, der daraufhin eine Gewichtsstaumauer aus Bruchsteinen nach seinem Intze-Prinzip mit einer Höhe von 19,26 Metern und einer Kronenlänge von 180 Metern bei einer Kronenbreite von 3,60 Metern plante. 1898 wurde der Bau begonnen, die offizielle Inbetriebnahme der Talsperre und des zugehörigen Wasserwerks fand am 11. November 1899 statt.

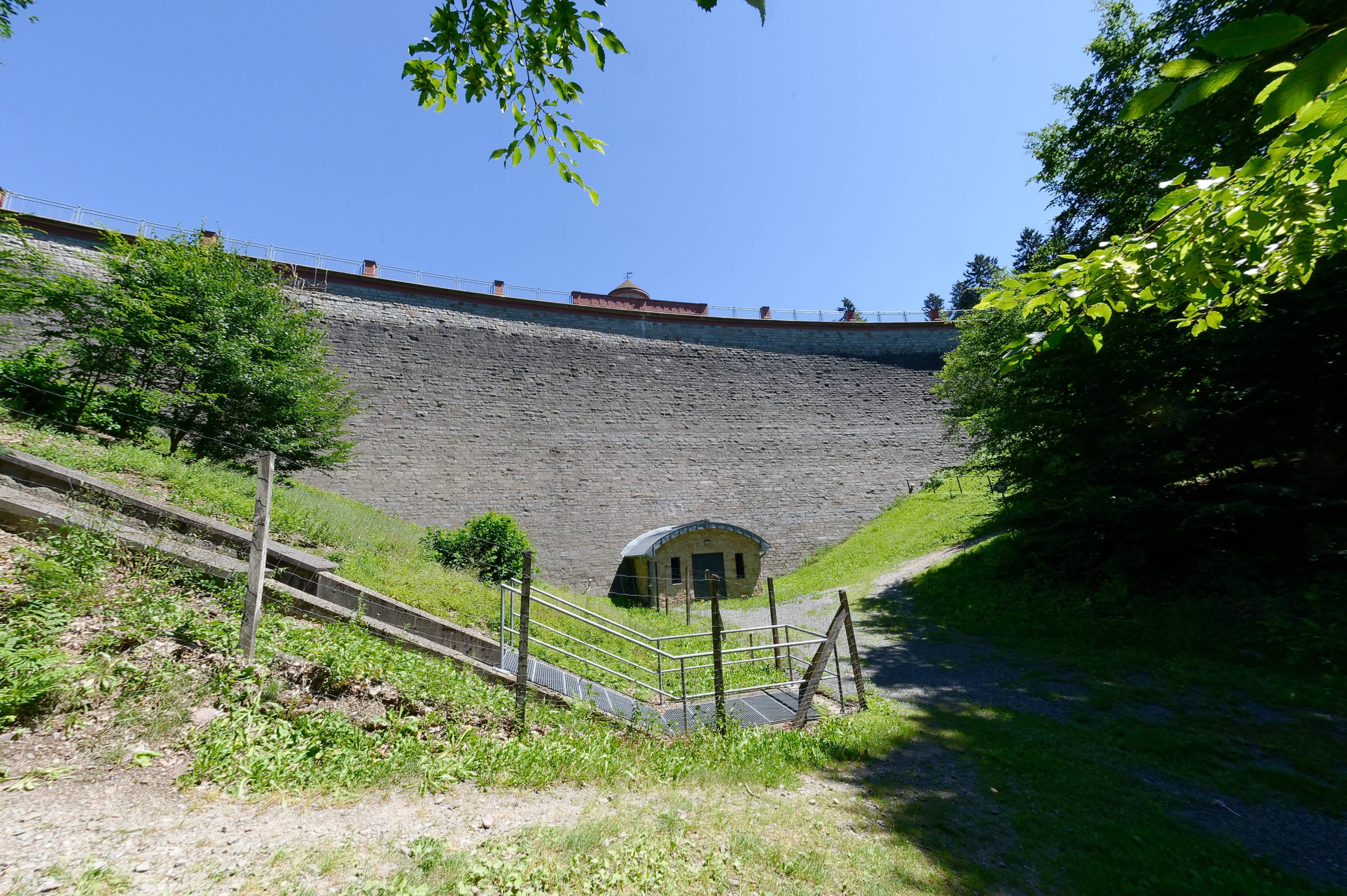
Staumauer Luftseite mit Zugang zum Grundablassstollen

In der Anfangszeit des Talsperrenbaus Ende des 19. Jahrhunderts bis Anfang des 20. Jahrhunderts war es in Deutschland üblich, Talsperren nicht nach ihrem aufgestauten Fließgewässer, sondern nach der Stadt zu benennen, zu deren Versorgung sie errichtet wurde. Daher der Name „Ronsdorfer Talsperre“, der sich entgegen der später üblichen Namenskonvention bis heute gehalten hat. Andere Talsperren der nahen Region wurden dagegen umbenannt.

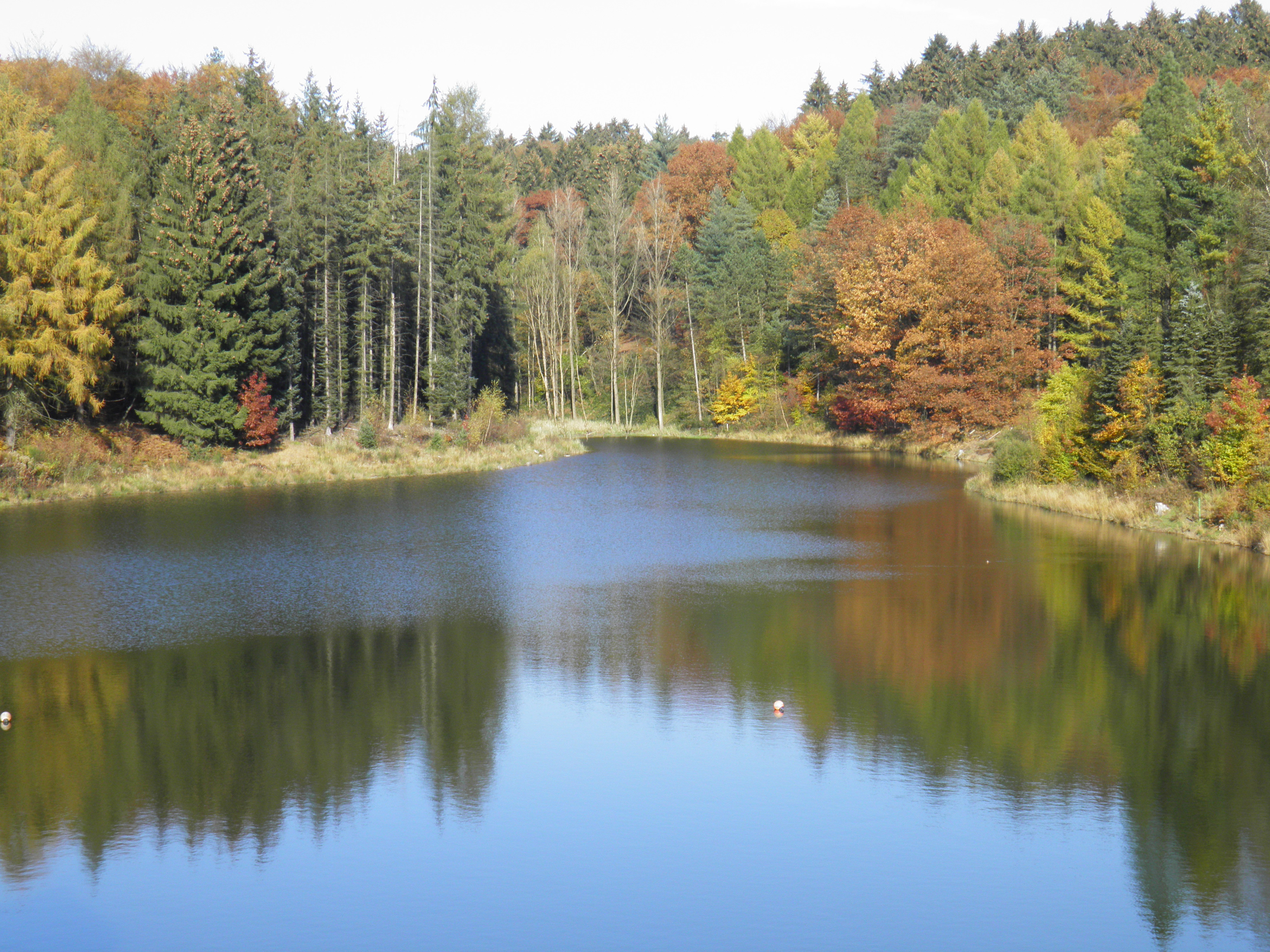
Ronsdorfer Talsperre im Herbst

Die Stauhöhe beträgt 19,26 Meter, während sich die Staufläche auf 40.800 m² beläuft. 300.000 Kubikmeter fasste die Sperre zur Bauzeit maximal. Sie wird hauptsächlich durch den Saalbach (oder auch Salbach), einen Zufluss der Gelpe, gespeist und liegt am Rande des historischen Gelpetals. Sie ist heute im Besitz des Wupperverbandes.
An der Nordseite der Staumauer wurde 1900 durch den Bauunternehmer Benscheidt eine Gaststätte errichtet, die 1901 eröffnete und bis zur Schließung 1957 von der Familie Lücke gepachtet wurde.
1911 beschwerten sich die Besitzer der Hammerwerke am Saalbach unterhalb der Talsperre über die veränderte Wasserzufuhr für ihre Wasserräder. Sie wurden nach langwierigen Verhandlungen mit einer Einmalzahlung entschädigt. Im Sommer 1944 wurden an der Talsperre Flakgeschütze aufgestellt.
Laut einem Verwaltungsbericht der Stadt Wuppertal betrug die jährliche Wasserentnahme 1938 um die 403.750 m³, 1940 um die 465.470 m³, 1944 um die 497.300 m³, 1945 um die 642.280 m³ und 1946 um die 460.325 m³. 1947 sank die Entnahme aufgrund von Trockenheit auf 330.000 m³, wobei die Talsperre beinahe vollständig entleert wurde. Aus Materialmangel wurde die Gelegenheit zur dringend nötigen Sanierung der Talsperre nicht genutzt.
1957 wurde die Trinkwasserversorgung durch die Saalbachtalsperre aufgegeben, und auch die Gaststätte schloss. In ihr wurden zeitweilig Flüchtlinge untergebracht. 1970 wurde das Gebäude niedergelegt, später wurde auf dem Gelände ein Spielplatz eingerichtet. Das Pumpwerk wurde 1975 abgerissen.

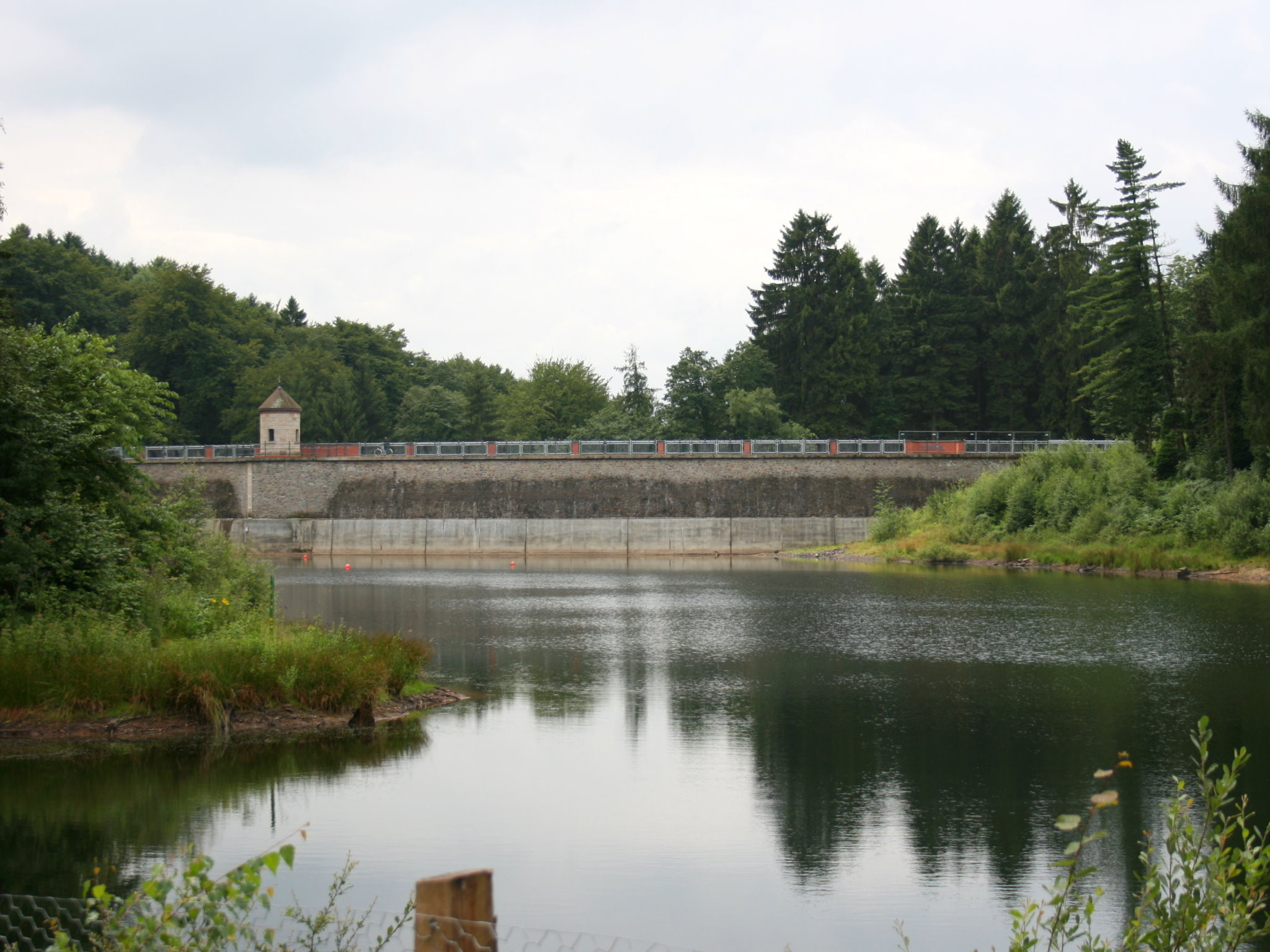
Gestaut wird nicht mehr die volle Höhe

Ab 1961 wurde wegen baulicher Mängel nur noch auf maximal sechs Meter über Talsohle aufgestaut, so dass eine Staumenge von 47.000 m³ verblieb. 1993 ordnete die Bezirksregierung aus Sicherheitsgründen die vollständige Entleerung der Talsperre an. Daraufhin gründete sich am 13. Januar 1994 ein Förderverein Ronsdorfer Talsperre, der sich für den Erhalt der abbruchgefährdeten Talsperre einsetzte. Zuvor hatten 9419 Ronsdorfer Bürger in einer Unterschriftenliste gegen den Abriss votiert. 1995 wurde sie daraufhin als Baudenkmal unter Schutz gestellt und unter der Nummer 3500 in die Denkmalliste der Stadt Wuppertal aufgenommen.
Oberbürgermeister Hans Kremendahl stand den Anliegen des Fördervereins aufgeschlossen gegenüber, und in Zusammenarbeit mit den zuständigen Behörden, der Stadt und dem Wupperverband wurde ein Gutachten über die nötigen Sanierungsmaßnahmen erstellt, das am 13. Februar 1998 vorgestellt wurde. Zur Öffentlichkeitsarbeit des Fördervereins zählen sogenannte Talsperrenfeste, von denen das erste am 20. September 1998 stattfand.
Am 3. Dezember 1998 stimmte der Wupperverband zu, die Talsperre von der Stadt zu übernehmen und verpflichtete sich, die Sanierung der Staumauer zu planen und zu finanzieren. Der Übergabevertrag wurde am 28. April 1999 auf der Staumauer unterschrieben. Nach der Sanierung, die 2000 begann und 2004 abgeschlossen wurde, besitzt sie ein Fassungsvermögen von 119.325 m³ und eine Fläche von 2,47 Hektar. Damit ist sie eine der kleinsten Talsperren im Bergischen Land, mit einer Betriebsstauhöhe von 11 Metern und einem Vollstau bei 13 Metern.
Aus Naturschutzgründen ist der direkte Zugang zum größten Teil des Uferbereiches des Stausees nicht möglich, dieser wurde im Rahmen der Sanierung eingezäunt. Im Stausee lebt unter anderem der vom Aussterben bedrohte Europäische Flusskrebs (Astacus astacus).
In Kooperation mit der Ronsdorfer Erich-Fried-Gesamtschule wurde in der Staumauer ein Kleinwasserkraftwerk als exemplarisches Anschauungsobjekt für die Perspektiven zu Nutzung von regenerativer Energie
errichtet.